# 安土村
安土村（あづちむら）は、滋賀県蒲生郡にあった村。現在の近江八幡市安土町各町の北中部にあたる。

## 地理
- 山岳：安土山、竜石山
- 湖沼：大中湖、西の湖
- 河川：安土川、南出川、五反田川、山本川、盆川

## 歴史
- 1889年（明治22年）4月1日 - 町村制の施行により、常楽寺村・香庄村・慈恩寺村・中屋村・上出村・小中村・上豊浦村・宮津村・桑実寺村・下豊浦村の区域をもって発足。
- 1954年（昭和29年）4月1日 - 老蘇村と合併して安土町が発足。同日安土村廃止。

## 交通

### 鉄道路線
- 日本国有鉄道
  - 東海道本線
    - 安土駅

## 名所・旧跡・観光スポット・祭事・催事
- 安土城
- 桑実寺
- 浄厳院